# San Pedro de Rozados
San Pedro de Rozados è un comune spagnolo di 359 abitanti situato nella comunità autonoma di Castiglia e León.